# Hayti (Dakota Południowa)
Hayti – miasto w Stanach Zjednoczonych, w stanie Dakota Południowa, siedziba administracyjna hrabstwa Hamlin.